# タイス (オペラ)

初演時のポスター

『タイス』（Thaïs, フランス語発音: [ta.is]）は、ジュール・マスネが作曲した3幕7場の「抒情劇('comédie lyrique')」と題されたオペラの一つ。有名な『タイスの瞑想曲』はヴァイオリンと管弦楽のための間奏曲であり、第2幕の場の間に演奏される。これはよく演奏されるコンサートピースの一つであり、他の様々な楽器のために編曲がなされている。

## 概要

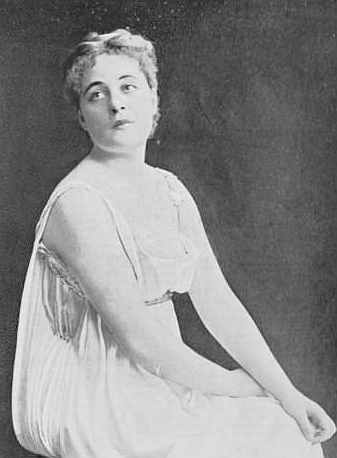
シビル・サンダーソン

初演は1894年3月16日パリのオペラ座である（これを「オリジナル版」と呼ぶ）。主演はアメリカ合衆国のソプラノ歌手シビル・サンダーソンであり、彼女のためにマスネはタイトルロールを書いた。本作は初演のちに、作曲者によって改訂され、1898年4月13日に同じ劇場で初演された（これを「改訂版」と呼ぶ）。『マノン』と『ウェルテル』以降のマスネ作品として、『タイス』は最も上演されるオペラの一つである。『タイス』は1956年までパリ・オペラ座で700回近く上演されたが、本作においてマスネの音楽描写は円熟の域に達している。
タイス役は、マスネがシビル・サンダーソンのために書いたもう1人のヒロイン『エスクラルモンド』と同様に歌うのが難しく、才能に恵まれた歌手のために用意されたものである。現代の歌手にはキャロル・ネブレット、アンナ・モッフォ、ビヴァリー・シルズ、レオンティン・プライス、ルネ・フレミング、エリザベス・フットラルが含まれる。

## 原作とリブレット

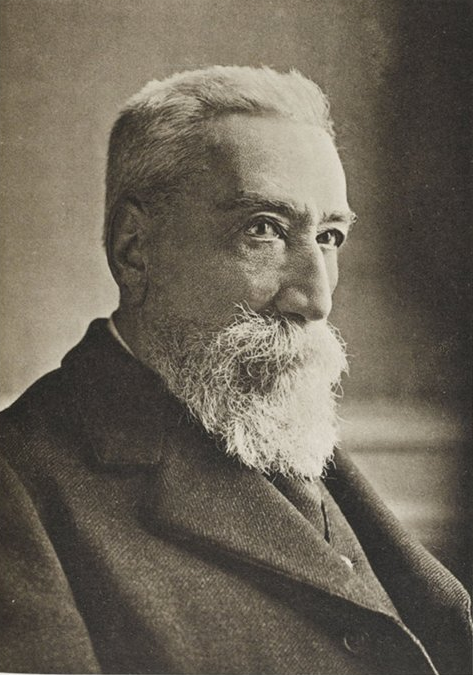
アナトール・フランス

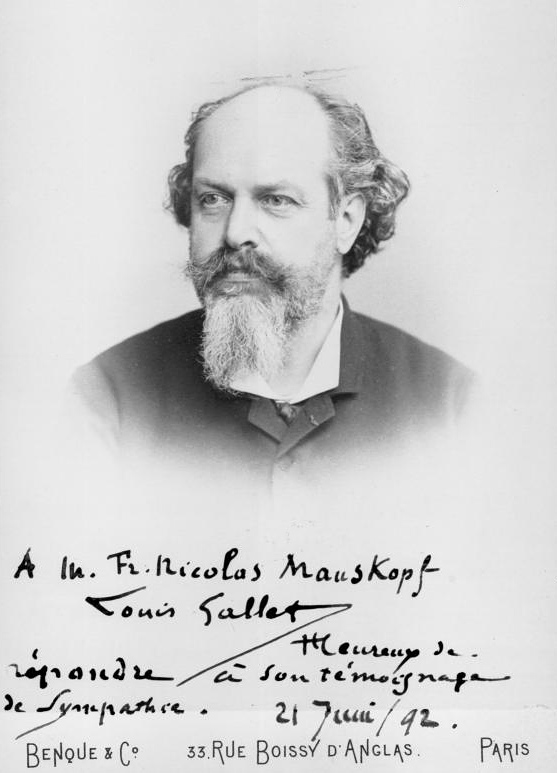
ルイ・ギャレ（1892年）

教権反対を主張するアナトール・フランスの小説『舞姫タイス』を原作としている。リブレットはルイ・ギャレによってフランス語で脚本化された。『タイス』はビザンチン帝国統治下のエジプトが舞台である。そこでは修道僧、アタナエル (Athanaël) がアレクサンドリアの高級娼婦（クルチザンヌ）でヴィーナスの信者であるタイス（聖タイス）をキリスト教に改宗させよう試みるが、しかし彼の彼女へのこだわりが欲望に由来していることが後に露呈する。すなわち高級娼婦の心の真の純潔が明らかにされるとき、宗教人のさもしい性質も明らかにされるのである。本作にはしばしば一種の宗教的なエロティシズムが内在すると書かれ、多くの物議をかもした。なお、原作の小説との大きな違いは修道士パフニュスがアタナエルに変更されている点とタイスとアタナエルの過去の経歴に関する記述が省略されている点、幕切れでアタナエルが自らが醜い吸血鬼のような形相になっていることに気づいて驚愕するところが「慈悲を！」と叫んでタイスのもとに倒れるという結末に変更されている。また、原作で記述されているタイスの生い立ちでは幼少のころ面倒見てくれていた奴隷アーメースによってキリスト教の洗礼を受けていた。『新グローヴ オペラ事典』によれば「ギャレの手腕は見事で、2人の主役の中心的状況を巧みに描いている。2人の精神は全く反対方向に進んで行きながら、すれ違いざまに一瞬、邂逅するのである。2人の魂が出会うオアシスの場面（3幕第1場）はまさにこの作品の核となっている」。また、このリブレットは「心理的かつ哲学的であるように意図されているため、動作の欠如が指摘される」という見解もある。

## 初演の後

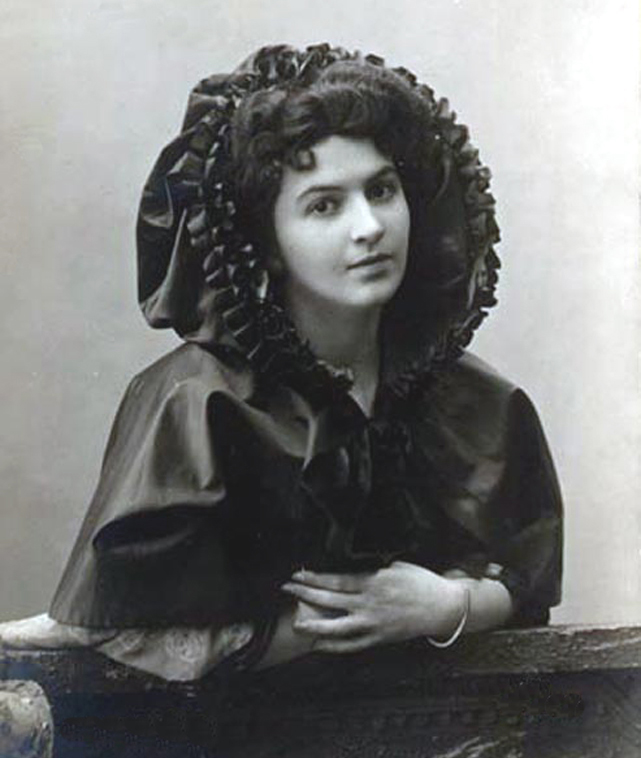
マリア・クズネツォヴァ

本作のイタリアでの初演は1903年、ミラノのテアトロ・リリコ・インテルナツィオナーレで、タイトルロールはリナ・カヴァリエリ、アタナエルはフランチェスコ・マリア・ボニーニである。アメリカ合衆国 での初演は1907年11月25日にニューヨークのマンハッタン劇場にて行われた。配役はメアリー・ガーデン 、シャルル・ダルモレス、モーリス・ルノーら、指揮はカンパニーニであった。メアリー・ガーデンにとっては米国デビューとなった。イギリス初演は1911年7月18日にロンドンのコヴェント・ガーデンロイヤル・オペラ・ハウスにて行われた。配役はエドヴィナ、ジリー、ダルメルらで、指揮はパニッツァであった。本作は20世紀初頭にはアメリカでも人気があったが、メアリー・ガーデンとジェラルディン・ファーラーに負うところが多かった。他にマリア・イェリッツァ、マリア・クズネツォヴァ、アイノ・アクテ、リリアーヌ・ベルトン、ニノン・ヴァラン、ジェオリ・ブエが含まれる。ジェオリ・ブエは1952年初めて本オペラを録音した。日本初演は1921年に第2回ロシア歌劇団により帝国劇場にて行われた。邦人による初演は1956年 4月13日に藤原歌劇団により、産経ホールにて行われた。指揮はガエタノ・コメリであった。

## 2つの版の違い

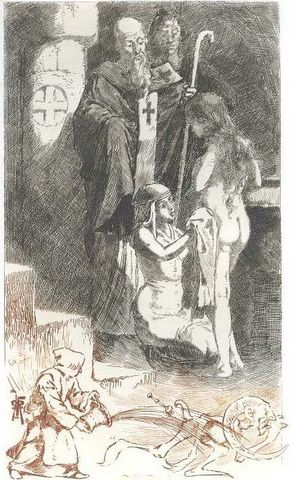
マルティン・ファン・メーレによる1901年版の小説へのイラスト

オリジナル版で、マスネは第3幕第2場に、アタナエルが庵室で眠る「誘惑の場面」を含めた。この場面は改訂版では除かれた。オリジナル版の第1場が第2場になり、新しい第1場が改訂版では加えられた。さらに、7ピースを含んだバレエの場面が第2幕の終わり近くに加えられた。オリジナルの「誘惑の場面」はいまはオペラから派生したバレエ組曲として独自に演奏される。
|       |       | オリジナル版（1894年） | 改訂版（1898年）                       |
| ----- | ----- | ---------------------- | -------------------------------------- |
| 第1幕 | 第1場 | テバイス               | テバイス                               |
| 第1幕 | 第2場 | アレクサンドリア       | アレクサンドリア                       |
| 第2幕 | 第1場 | タイスの家にて         | タイスの家にて                         |
| 第2幕 | 第2場 | タイスの家の前にて     | タイスの家の前にて （バレエ: No. 1-7） |
| 第3幕 | 第1場 | テバイス               | オアシス                               |
| 第3幕 | 第2場 | 「誘惑」               | テバイス（以前は第1場）                |
| 第3幕 | 第3場 | タイスの死             | タイスの死                             |

## 配役

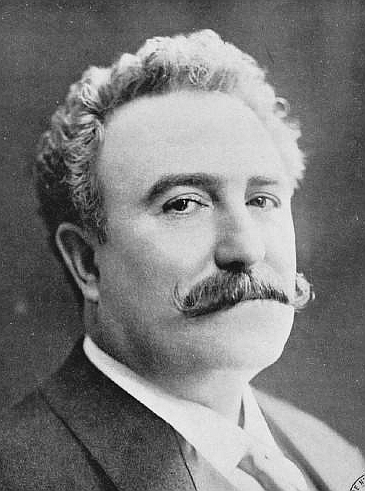
ジャン＝フランソワ・デルマ

| 役                                                     | 声部         | 1894年3月16日初演時の配役 （指揮：ポール・タファネル） |
| ------------------------------------------------------ | ------------ | ------------------------------------------------------ |
| タイス（高級娼婦）                                     | ソプラノ     | シビル・サンダーソン                                   |
| アタナエル（修道僧）                                   | バリトン     | ジャン＝フランソワ・デルマ                             |
| ニシアス（Nicias, 貴族の男）                           | テノール     | アルベール・アルヴァレス                               |
| クロビル（Crobyle, ニシアスの召使）                    | ソプラノ     | ジャンヌ・マルシー (Jeanne Marcy)                      |
| ミルタル（Myrtale, ニシアスの召使）                    | メゾソプラノ | マリアンヌ・エグロン (Meyrianne Héglon)                |
| パレモン（Palémon, 修道僧のリーダー）                  | バス         | フランソワ・ドルプジェ (François Delpouget)            |
| アルビーヌ（Albine, 修道女）                           | メゾソプラノ | ロール・ボーヴェー (Laure Beauvais)                    |
| 召使                                                   | バス         | ウゼ (Euzet)                                           |
| 修道僧、修道女、アレクサンドリアの市民、ニシアスの友人 |              |                                                        |

## あらすじ

### 第1幕

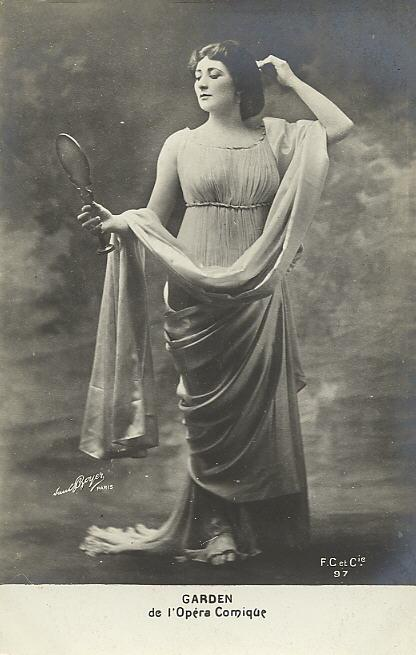
メアリー・ガーデンが演ずるタイス

第1場
修道僧の集団が毎日の勤めに出かける。この中では最も厳格な禁欲主義者、アタナエルはパレモンのもとへ行き告白する。最近、ヴィーナスの巫女で高級娼婦のタイスの姿に心がかき乱されていると。彼女はかつて、郷里のアレクサンドリアにいったときに見た女であった。これらは神の思し召しだと信じ、パレモンの忠告に反して、彼はアレクサンドリアに戻り、彼女をキリスト教に改宗させ、修道会に入るように説得しようとする。
第2場
アタナエルはアレクサンドリアに到着すると、彼の旧友のニシアスを訪ねる。彼は裕福な遊び人(wikt)であった。ニシアスは彼を大いに歓迎し、自分がタイスの現在の恋人であることを明らかにする。アタナエルの計画を聞いて、彼は笑い、彼にヴィーナスの復讐は恐ろしいものになるだろうと警告する。そうこうしているうちに、彼は友人のために衣服を調達し、タイスが姿を現す夜の饗宴の準備をした。彼の奴隷のクロビルとミルタルはアタナエルに服を着せて彼の潔癖ぶりを笑う。
饗宴が始まり、タイスが到着し、ニシアスと「ほろ苦い恋の二重唱」を歌う。これがニキアスはタイスを娼婦として1週間買っており、これが一緒になる最後の夜であった。それから彼女は彼に、アタナエルについてたずねる。彼女のことをふと耳にし、彼女に「肉を卑しみ、痛みを愛すること」を教えようとすることを知らされていた修道僧のことをである。彼のこのような命題に誘惑されることなく、彼女が彼の地位の感覚を魅惑的な歌で攻撃した。彼女が彼を、別れの歌「来れるものなら来てみなさい。ヴィーナスを侮るあなた」で愚弄したので、アタナエルは憤然とし、あとで戻ることを約束してその場を離れた。そして宴の場にカーテンが降りたのでタイスは服を脱ぎ始める。

### 第2幕
第1場
饗宴の後、疲れ切って、タイスは空虚な生活に不満を表し、ある日の事実、老いが彼女の美しさを壊していくことに思いをはせる。アタナエルはこの弱気になっているときに入って来た。彼女の美しさを隠してくれる神に祈りながら。彼は彼女に、肉ではなく精神によって愛していること、その愛は一夜ではなく永久に続くものだと告げる。魅入られて彼女は彼にこの愛の術を教えてくれるよう求める。彼は彼女の肉体的魅力にほぼ負けた。しかし彼女に改宗すれば、永遠の命を得ることができると説明することに成功する。彼女は彼の雄弁さにほぼ負けた。しかし彼女は虚無的な世界観を再び主張し、彼を追い払う。しかし長い瞑想のあと、彼女の心は変わる。
第2場
タイスはアタナエルと一緒になり、彼を砂漠へ追いかける決意をする。彼は彼女に家と持ち物を彼女の邪悪な過去の痕跡を壊すために燃やすように命じた。彼女は同意した。しかし彼女は、愛の神エロスの小さな像を持ち続けることができるかを問うた。アタナエルはむしろそれを通じて愛に対して罪を犯すことを説明する。彼はニシアスがそれを彼女に与えたときいたとき、しかし、アタナエルは彼女がそれを壊すことを求める。ニシアスは酔っ払いの集団とともに現れる。彼らはアタナエルをつれていくと思った。彼らはアタナエルに石を投げはじめる。ニシアスはタイスの残るという決断に驚く。彼はそれに敬服し、手にある金を群衆にばらまく。タイスとアタナエルは脱出する。

### 第3幕
第1場
タイスとアタナエルは徒歩で砂漠を通り過ぎる。タイスは疲れ果てていたが、アタナエルは苦行は懺悔であると彼女に歩き続けることを強いる。彼らは湧き水に到着する。そこではアタナエルは彼女への嫌悪感よりもむしろ同情を感じ始めていた。そして休息の間、彼らは牧歌的でプラトニックな仲になっていた。少しあと。彼らは尼僧院に到着する。そこでタイスは留まろうとする。尼僧院長アルビーヌの庇護にものと彼女はおかれ、アタナエルは、自分の目的が完遂されたことを理解する。そして彼はもう彼女と再会することはないことも。
第2場
修道僧らはアレクサンドリアから戻って以来の、アタナエルの利己的で不機嫌な振る舞いに危惧を表す。アタナエルはパレモンのもとへ行き告白する。自分はタイスに性的な恋慕を経験したと。パレモンはアタナエルがタイスを改宗させようとしたことを叱責する。アタナエルが悄然として眠りにつくと、タイスのエロティックな姿を夢見る。彼は彼女を捕まえようとする、しかし彼女は笑いながら彼から逃げる。次の姿は彼にタイスが死に瀕していることを告げる。
第3場
タイスなくしては存在は無だと感じ、アタナエルは自身の全ての誓いを否認して、彼女を見つけ出すために駆け出す。彼は尼僧院に到着し、死の床にある彼女を見つける。彼は彼女に、自分が教えてきた全てが嘘だと告げる。そして「人間の命と愛以外に真実はない」ということ、そして「タイスを愛していること」を告げる。何も知らずに法悦のうちに、タイスは、天国が開かれ、その真ん中で天使が彼女を迎えることを思い描いていた。やがて彼女は死に、アタナエルは絶望に押しつぶされる。

## 主な録音・録画
| 年   | 配役 タイス アタナエル ニシアス                                    | 指揮者 管弦楽団および合唱団                                                                                       | レーベル                                                   |
| ---- | ------------------------------------------------------------------ | --- | ---------------------------------------------------------- |
| 1952 | ジェオリ・ブエ ロジェ・ブルダン ジャン・ジロドー                   | ジョルジュ・セバスティアン パリ国立歌劇場管弦楽団 パリ国立歌劇場合唱団                                            | CD: Preiser Records ASIN: B000067CSC                       |
| 1959 | アンドレ・エスポジト ロベール・マサール ジャン・モリアン           | アルベール・ヴォルフ フランス国立放送管弦楽団 フランス国立放送合唱団                                              | CD: Opera D'oro ASIN: B0001MDQE4                           |
| 1961 | ルネ・ドリア ロベール・マサール ミシェル・セネシャル               | ジェジュ・エチェヴェリ フランス国立放送管弦楽団 フランス国立放送合唱団                                            | CD: Musidisc ASIN: B0000YJ06Q                              |
| 1974 | アンナ・モッフォ ガブリエル・バキエ ホセ・カレーラス               | ユリウス・ルーデル ニュー・フィルハーモニア管弦楽団 アンブロジアン・オペラ・コーラス                              | CD:RCA ASIN: B01MST9EAD                                    |
| 1976 | ビヴァリー・シルズ シェリル・ミルンズ ニコライ・ゲッダ             | ロリン・マゼール ニュー・フィルハーモニア管弦楽団 ジョン・オールディス合唱団                                      | CD: EMI ASIN: B008LUSUGW                                   |
| 1997 | ルネ・フレミング トーマス・ハンプソン ジュゼッペ・サバティーニ     | イヴ・アベル ボルドー・アキテーヌ国立管弦楽団 および合唱団                                                        | CD: Decca ASIN: B00004RCZO                                 |
| 2004 | エヴァ・メイ ミシェル・ペルトゥシ ウィリアム・ジョイナー           | マルチェッロ・ヴィオッティ ヴェネツィア・フェニーチェ劇場管弦楽団 および合唱団 演出：ピエール・ルイージ・ピッツィ | DVD: TDKコア ASIN: B000SKNQZ8 CD: Dynamic ASIN: B009LRJ7TI |
| 2009 | バルバラ・フリットーリ ラド・アタネリ アレッサンドロ・リベラトーレ | ジャナンドレア・ノセダ トリノ・レージョ劇場管弦楽団 トリノ・レージョ劇場合唱団 演出：ステファノ・ポダ             | DVD: ArtHaus ASIN: B003DTCBDE                              |
| 2010 | ルネ・フレミング トーマス・ハンプソン ミヒャエル・シャーデ         | ヘスス・ロペス＝コボス メトロポリタン歌劇場管弦楽団 メトロポリタン歌劇場合唱団 演出：ジョン・コックス             | DVD: Decca ASIN: B002Y5FKZ4                                |